# Lars Kjædegaard
Lars Kjædegaard, pseud. Grethe Lange (ur. 4 czerwca 1955 w Północnej Jutlandii) – duński pisarz realistyczny.
Akcje powieści Kjædegaarda rozgrywają się najczęściej w małych prowincjonalnych środowiskach, często umiejscowione są w okolicach Helsingør, gdzie pisarz mieszka. Kjædegaard, publikujący też pod damskim pseudonimem Grethe Lange, pisze głównie o problemach powstających w stosunkach międzyludzkich. Tworzy też powieści kryminalne i historyczne. Autor konstruuje powieści na dialogu i charakterystyce postaci.
Oprócz powieści Kjædegaard publikuje też opowiadania w tygodniku Hjemmet.

## Nagrody i stypendia
W roku 2004 Lars Kjædegaard został wyróżniony nagrodą kulturalną gminy Helsingør.
W roku 1998 otrzymał stypendium od duńskiej Rady Literatury, a w roku 2007 duński Krajowy Fundusz na Rzecz Sztuki (Statens Kunstfond) przyznał mu trzyletnie stypendium pisarskie.

## Twórczość
Cykl Agnes Hillstrøm
- Ciało na wrzosowisku, oryg. Liget i lyngen, 2020
- Śmierć pisarki, oryg. En digters død, 2020
- Żegnaj siostro, oryg. Farvel søster, 2020
- Zamknięta trumna, oryg. Den lukkede kiste, 2020
- Ludzkie szczątki, oryg. De menneskelige rester, 2020
- Głęboko w lesie, oryg. Langt ude i skoven, 2021
- Znajdę cię, oryg. Jeg finder dig, 2021

Cykl Hvid & Belling
- Piękny Jan, oryg. Smukke-Jan, 2011
- Ostatni sędzia, oryg. Den sidste dommer, 2011
- Bogate świnie, oryg. Rige svin, 2019
- Morderczy żart, oryg. Løgn i din hals, 2021